# Ichijō Uchitsune
Ichijō Uchitsune (一条 内経, [[[1291]] - 1325] Erro: {{japonês}}: texto da transliteração contém caractere não latino (pos 19) (ajuda)), foi um nobre do período Kamakura da História do Japão. Foi o quarto líder do Ramo Ichijō do Clã Fujiwara.

## Vida
Uchitsune foi o filho mais velho de Uchisane.

## Carreira
Uchitsune serviu os seguintes imperadores: Go-Fushimi (1299-1301); Go-Nijō (1301-1308). Hanazono (1308-1318); Go-Daigo (1318-1325).
Uchitsune entrou para a corte em 1299 durante o governo do Imperador Go-Fushimi. Em 1303 , durante o governo de Go-Nijō foi promovido a Chūnagon cargo que ocupou até 1306 quando foi promovido a Dainagon. No final de 1304 teve que assumir a liderança da família depois da morte abrupta de seu pai aos treze anos de idade. Uchisane morreu subitamente, antes de ser nomeado Regente; e, assim, foi condenado a terminar a sua carreira como um mero nobre sênior.
Em 1318, no governo de Go-Daigo foi nomeado Naidaijin. Neste ano Go-Daigo e Go-Uda (na época imperador em clausura) tinham planejado, a nomeação de Uchitsune para a posição de Kanpaku, um cargo que iria manter nos próximos quatro anos. Isso porque nenhum Ichijō tinha sido regente nos últimos quarenta anos (a morte prematura do pai de Uchitsune deixou a família Ichijō com pouca influência social e cobiçando altos postos no governo), a família sem dúvida, estava bastante satisfeita. Mas os motivos de Go-Daigo não foram altruístas: procurava alguém que fosse jovem (Uchitsune tinha na época vinte e oito anos), que tivesse um baixo status entre as famílias do Sekkan, e que fosse considerado sem talento para a política. Uchitsune foi a escolha perfeita para ser Kanpaku nos primeiros anos do reinado de Go-Daigo. Em 1323 Go-Daigo retirou seu apoio a Uchitsune, substituindo-o por Kujō Fusazane e em seguida, reconhecendo aos Kujō os direitos sobre propriedades que estes disputavam com os Ichijō. Go-Daigo não parou por ai, na esteira da queda de Uchitsune utilizou a política de dividir para conquistar, diminuindo a importância do cargo de Kanpaku, e da posição de líder do Clã Fujiwara. Conseguiu o apoio dos demais líderes das famílias do Sekkan, oferecendo-lhes novas oportunidades para aumentar o status social e político.
Uchitsune foi mais conhecido como poeta que como político, criando várias coleções de poesia waka como o Bunpōon Hyakushu, compilado em 1318 e o Shokugenyōshū, que formam parte da antologia poética Gyokuyō Wakashū.
Entre 1321 e 1324 foi responsável pela construção da  templo Funda-in no Tōfuku-ji, o santuário do Ramo Ichijō.
Uchitsune usado e descartado por Go-Daigo, faleceu doente em 1325, sendo sucedido na liderança do Ramo por Tsunemichi então com nove anos de idade.
| Precedido por Ichijō Uchisane | -- 4º Líder dos Ichijō Fujiwara (1304-1325) | Sucedido por Ichijō Tsunemichi |
| Precedido por Nijō Michihira  | Kanpaku (1318-1323)                         | Sucedido por Kujō Fusazane     |
| Precedido por Sanjō Kimishige | 103º Naidaijin (1318-1319)                  | Sucedido por Rokujō Arifusa    |